# Nicolás de Piérola

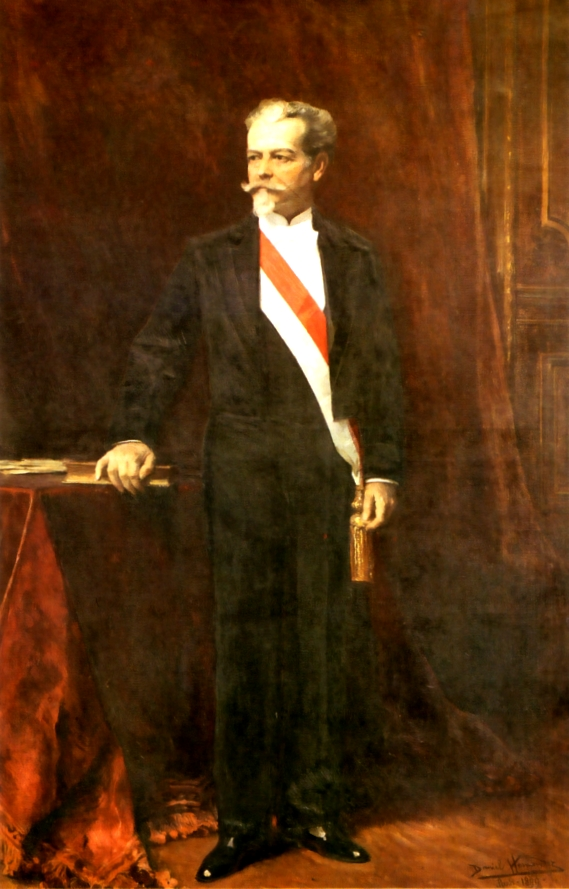
Nicolás de Piérola

José Nicolás Baltasar Fernández de Piérola y Villena (genannt Nicolás de Piérola oder „El Califa“; * 5. Januar 1839 in Arequipa, Peru; † 23. Juni 1913 in Lima) war ein peruanischer Politiker und zweimaliger Staatspräsident von Peru.

## Leben
Nicolás Fernández de Piérola y Villena war der älteste Sohn des Juristen, Schriftstellers, Museumsdirektors und Politikers Nicolás Fernández de Piérola y Flores. Er besuchte das renommierte Colegio Seminario de Santo Toribio in Lima und studierte anschließend Rechtswissenschaften in Lima. 1860 heiratete er seine Cousine mütterlicherseits, Jesús de Iturbide y Villena (1829–1914), nach ihrer Heirat Iturbide de Piérola und später meist Jesusa genannt, eine Enkelin des spanischen Militärs und kurzzeitigen mexikanischen Kaisers Agustín de Iturbide. Im selben Jahr erhielt Nicolás de Piérola die Zulassung als Rechtsanwalt. Er nahm jedoch anschließend keine anwaltliche Tätigkeit auf, sondern gründete die Zeitschrift El Progreso Catolico, ehe er 1864 Herausgeber der Tageszeitung El Tiempo wurde, in der er die Regierung von Präsident Juan Antonio Pezet unterstützte.
Nicolás de Piérola begann seine politische Laufbahn im Januar 1869 als Finanzminister in der Regierung von José Balta und übte dieses Amt bis 1871 aus.
1872 war er Anführer einer Rebellion in Moquegua, die allerdings von dem anschließend zum Oberst beförderten Kommandeur des Bataillons Zepita, Andrés Avelino Cáceres, niedergeschlagen wurde.
Im Mai 1877 unternahm er einen erfolglosen Putschversuch gegen Präsident Mariano Ignacio Prado, in dessen Verlauf es am 6. Mai 1877 zur Kaperung des Panzerschiffs Huáscar durch eine Gruppe Putschisten unter der Führung des Korvettenkapitäns Manuel María Carrasco kam.
Am 23. Dezember 1879 wurde er als Nachfolger von Prado zum ersten Mal Staatspräsident und hatte dieses Amt bis zum 12. März 1881 inne. Kriegsminister in seiner Regierung wurde der spätere Übergangspräsident Miguel Iglesias. Die durch seinen Amtsantritt verursachte Instabilität erschwerte jedoch die Lage der gegen die Chilenen verbündeten peruanischen und bolivianischen Streitkräfte in dem einige Monate zuvor ausgebrochenen Salpeterkrieg.
Während der Amtszeit von Staatspräsident Remigio Morales Bermúdez (von 1890 bis 1894) wurde die von de Piérola geführte Demokratische Partei mit repressiven Maßnahmen bekämpft. Nachdem der Erste Vizepräsident Pedro Alejandrino del Solar im April 1894 die beiden Kammern des Kongresses auflöste und Neuwahlen einberief, forderte eine Allianz aus Civilistas und Demokratischer Partei einschließlich des mittlerweile im Exil befindlichen de Piérola demokratische und direkte Wahlen. Als der Zweite Vizepräsident Justiniano Borgoño dieses ablehnte und zudem zahlreiche lokale Verwaltungen absetzte, entschieden sich die Oppositionskandidaten gegen die Teilnahme am Wahlgang, der dann im Wesentlichen von den Parteigängern des Partido Constitucional bestritten wurde.

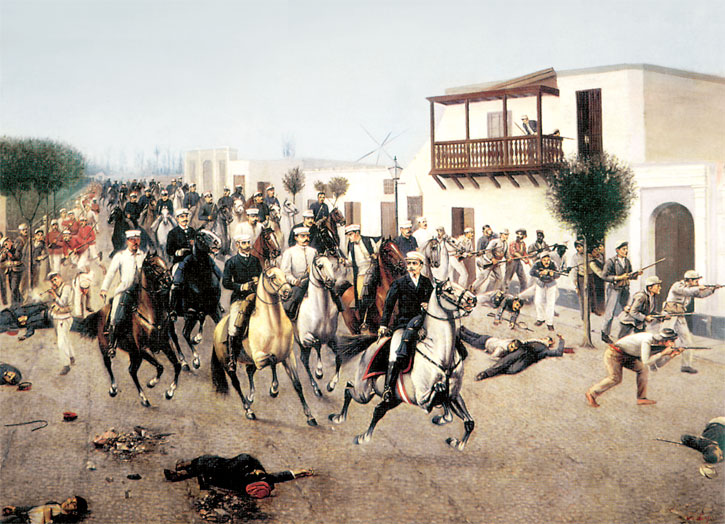
De Piérola mit seinen Anhängern beim Einzug in Lima 1895

Das Amt des Staatspräsidenten übte de Piérola erneut vom 8. September 1895 bis zum 8. September 1899 aus, nachdem er die von Manuel Candamo organisierten Präsidentschaftswahlen gewann. Vizepräsident während seiner Regierungszeit war Guillermo Billinghurst, der in dessen Auftrag in die Vermittlungsbemühungen um die Grenzkonflikte mit Chile eingeschaltet war. Seine Präsidentschaft wurde von der Partido Civil getragen, in der er seine politische Laufbahn begonnen hatte. Danach übergab er das Präsidentenamt an Eduardo López de Romaña, der die Präsidentschaftswahlen mit 97 Prozent der abgegebenen Stimmen gewann.
Nach dem Tode von Manuel Candamo und der Interimspräsidentschaft von Serapio Calderón bewarb er sich 1904 als Kandidat der Demokratischen Partei bei den von Calderón ausgerufenen Neuwahlen. Die Partido Civil nominierte José Pardo y Barreda als Kandidaten, den Sohn des ehemaligen Präsidenten Manuel Pardo, der vor allem von den sogenannten „Jungtürken“ in seiner Partei unterstützt wurde. De Piérola zog aber eine Woche vor dem Wahltermin unter Berufung auf „fehlende Garantien“ seine Kandidatur zurück.
Auch nach seinem Ausscheiden aus dem Präsidentenamt hatte de Piérola großen Einfluss innerhalb der Demokratischen Partei. Am 29. Mai 1909 gelang es einer Gruppe von Anhängern seiner Demokratischen Partei in den Regierungspalast einzudringen und dort den Rücktritt von Staatspräsident Augusto Leguía y Salcedo zu verlangen. Unter den Eindringlingen waren der Bruder und die Söhne Piérolas. Da Leguía sich weigerte, zurückzutreten, wurde er von der Gruppe entführt und vor das Simón-Bolívar-Denkmal in Lima verschleppt. Auch dort gab er den Forderungen nicht nach, und die Polizei musste den Präsidenten unter Einsatz von Gewalt befreien; bei dem Kampf starben mehr als 100 Menschen.